# Balsley Peak
Balsley Peak är en bergstopp i Antarktis. Den ligger i Västantarktis. Nya Zeeland gör anspråk på området. Toppen på Balsley Peak är 1 100 meter över havet.
Terrängen runt Balsley Peak är kuperad norrut, men söderut är den platt. Balsley Peak är den högsta punkten i trakten. Trakten är obefolkad. Det finns inga samhällen i närheten.